# ROV PHOCA
Das ROV PHOCA ist ein elektrischer, unbemannter, wissenschaftlicher Tauchroboter (ROV) vom Typ COMANCHE. Es gehört dem Helmholtz-Zentrum für Ozeanforschung Kiel (GEOMAR) und wurde von sub-Atlantic in Aberdeen, Schottland gebaut. Das ROV PHOCA ist deutlich leichter und kleiner als zum Beispiel das ROV KIEL 6000 und auch nur für Tauchtiefen von rund 3000 m konzipiert. Es kann von kleineren Forschungsschiffen eingesetzt werden und ergänzt somit das ROV Kiel 6000 ideal. Das stahlarmierte Glasfaserversorgungskabel ist baugleich dem des ROV Kiel 6000 was es möglich macht beide über die sog. Tiefseewinde (6500 m Kabellänge), die kleinere Midwater-Winde (2700 m Kabellänge) als auch die Schwimmkabelwinde (500 m Kabellänge) zu betreiben.
Das ROV PHOCA wurde im Rahmen des BMBF Projektes MoLab beschafft.

## Eigenschaften
ROV PHOCA zeichnet sich, ähnlich wie ROV KIEL 6000, durch folgende Eigenschaften aus:
- zwei Manipulatoren ermöglichen verschiedene Probenahmeprozeduren
- digitale Videokameras auf Schwenk-Neige-Köpfen werden als Arbeitskameras sowie zum Kartieren des Meeresbodens verwendet
- es besitzt folgende Autofunktionen: Tiefe, Kurs, Höhe über Grund
- die digitale Telemetrie SubCanTM ermöglicht eine Echtzeitdatenübertragung
- bis zu 100 kg Zuladung erlauben den Einsatz verschiedener zusätzlicher wissenschaftlicher Geräte
- das ROV PHOCA wird im sogenannten „Live Boating-Modus“ eingesetzt, d. h. es ist über ein stahlarmiertes Glasfaserkabel direkt mit dem jeweiligen Schiff verbunden

## Technische Spezifikationen
| Fahrzeugtyp:                     | Comanche 21, elektrisches „Workclass“ ROV (sub-Atlantic)                                                                                  |
| Einsatztiefe:                    | bis 3000 m |
| Abmessungen:                     | Länge: 2,1 m, Breite: 1,3 m, Höhe: 1,35 m                                                                                                 |
| Gewicht:                         | in Luft: ca. 1500 kg in Wasser: gewichtsneutral                                                                                           |
| Antrieb:                         | 7 elektrische bürstenlose DC Propeller SPE-250                                                                                            |
| Geschwindigkeit:                 | maximal 2,5 Knoten (vorw./rückw.) |
| Station Keep (dP):               | ± 0,5 m |
| Auto Heading:                    | ± 5° |
| Elektrische Versorgungsspannung: | 3000 VAC/400 Hz |
| Elektrische Anschlussleistung:   | 70 A auf 400 V |
| Tiefseekabel:                    | 2700 m @ 19 mm, 1,3 t/km in Luft = 3,5 t, 1 t/km in Wasser= 2,7 t in max. Wassertiefe; 3 Hochspannungsleiter @ 4 mm²; 3 LWL (single mode) |
| Digitale Telemetrie:             | SubCanTM |
| Wiss. Nutzlast:                  | bis 100 kg |
| Hydraulik:                       | Pumpe 15 kW mit 39 lpm @ 207 bar zum Antrieb von zwei Manipulatoren. Über Ventilarmaturen können weitere Geräte angeschlossen werden      |
| Transport des Gesamtsystems:     | in 2 1/2 20'-ISO-Containern. Das Gesamtgewicht beträgt ca. 30 t.                                                                          |

## Einsatz
ROV PHOCA wird in multi-disziplinären wissenschaftlichen Projekten (z. B. Ozean der Zukunft) sowie zur Installation und Wartung des Langzeit-Oberservatoriums MoLab eingesetzt.